# Hans-Jürgen Bombach
Hans-Jürgen Bombach (ur. 11 sierpnia 1945 w Wehrsdorf]) – niemiecki lekkoatleta, sprinter, dwukrotny medalista mistrzostw Europy w 1974. W czasie swojej kariery reprezentował Niemiecką Republikę Demokratyczną.
Zajął 4. miejsce w biegu na 200 metrów, 5. miejsce w sztafecie 4 × 100 metrów i odpadł w półfinale biegu na 100 metrów na mistrzostwach Europy w 1969 w Atenach. Zwyciężył w sztafecie 4 × 100 metrów w finale pucharu Europy w 1970 w Sztokholmie. Odpadł w półfinale biegu na 100 metrów na mistrzostwach Europy w 1971 w Helsinkach, a sztafeta 4 × 100 metrów z jego udziałem została zdyskwalifikowana w finale.
Odpadł w ćwierćfinale biegu na 100 metrów na igrzyskach olimpijskich w 1972 w Monachium, a sztafeta NRD w składzie: Manfred Kokot, Bernd Borth, Bombach i Siegfried Schenke zajęła w finale 5. miejsce. Bombach zwyciężył w sztafecie 4 × 100 metrów i zajął 2. miejsce w biegu na 200 metrów w finale pucharu Europy w 1973 w Edynburgu. Na halowych mistrzostwach Europy w 1974 w Göteborgu odpadł w półfinale biegu na 60 metrów.
Zdobył brązowe medale w biegu na 200 metrów (przegrał z Pietro Menneą z Włoch i Manfredem Ommerem z Republiki Federalnej Niemiec) oraz w sztafecie 4 × 100 metrów (która biegła w składzie: Kokot, Michael Droese, Bombach i Schenke) na mistrzostwach Europy w 1974 w Rzymie. Zwyciężył w sztafecie 4 × 100 metrów i zajął 5. miejsce w biegu na 200 metrów w finale pucharu Europy w 1975 w Nicei.
Bombach był mistrzem NRD w biegu na 100 metrów w 1973, wicemistrzem na tym dystansie w latach 1969–1971 i brązowym medalistą w 1974. W biegu na 200 metrów był mistrzem NRD w 1973 i 1974, wicemistrzem w 1969 i 1970 oraz brązowym medalistą w 1967, 1968 i 1972. Był również mistrzem w sztafecie 4 × 100 metrów w 1969 i 1973 oraz brązowym medalistą w 1971, a także mistrzem w sztafecie 4 × 200 metrów w 1968. W hali był wicemistrzem NRD w biegu na 50 metrów w 1974 i w biegu na 100 jardów w tym samym roku, a także mistrzem w biegu sztafetowym w 1973.
20 lipca 1973 w Dreźnie wyrównał rekord Europy i rekord NRD w biegu na 100 metrów czasem 10,0 s. Wyrównał także dwukrotnie rekord NRD w biegu na 200 metrów do rezultatu 20,2 s (21 lipca 1973 w Dreźnie). Były to również najlepsze wyniki w jego karierze.